# Zhuotong-Brunnen
Ein Zhuotong-Brunnen (chin. 卓筒井; Pinyin: zhuótǒng jǐng; engl. Zhuotong Well) ist ein Brunnen, der mit einer in der Zeit der Nördlichen Song-Dynastie erfundenen Tiefbohrtechnik gebohrt wurden, die im Chinesischen als 冲击式顿钻凿井技术; (Pinyin: chōngjī shì dùnzuàn záojǐng jìshù; engl. „plunge-style rope-assisting drilling technology“) bezeichnet wird. Die Sole wird nach dem Bohren in geraden, großen Bambusrohren nach oben geleitet. Die Zhuotong-Brunnen zählen zu den fünf größten Erfindungen des alten China. Die Tiefbohr- und Brunnensalzproduktionstechniken von Daying und Zigong in der Provinz Sichuan stehen auf der Liste des immateriellen Kulturerbes der Volksrepublik China (Zigong jingyan shenzuan jizhi jiyi 自贡井盐深钻汲制技艺). 
Eine Großgemeinde Dayings heißt ebenfalls Zhuotongjing (卓筒井镇).